# مملكة فرنسا (1791–92)
 مملكة فرنسا (1791-1792) (بالفرنسية: Royaume de France)‏ كان نظامًا ملكيًا دستوريًا قصير الأجل والتي حكمت فرنسا من 3 سبتمبر 1791 إلى 21 سبتمبر 1792 وانتهت المملكة رسميًا في العام 1814 عند استعادة لويس الثامن عشر للحكم. لويس السادس عشر كان ملكًا للملكة حتى زوالها. من عام 1792، استبعد لويس السابع عشر، وهو ابن لويس السادس عشر، وبحكم القانون كان ملكًا فخريا للفرنسيين حتى العام 1795. كانت المملكة تعمل بنظام الملكي الدستوري في فرنسا أولًا. قبل ذلك، كانت فرنسا ملكية مطلقة. علقت الجمعية التشريعية النظام الملكي في 11 أغسطس في اليوم التالي لاقتحام قصر التويلري. إن الجمعية التشريعية تضع مصير النظام الملكي في يد الجمعية الوطنية التأسيسية (انتخاب عن طريق الاقتراع العام للذكور). وبذلك ألغت الجمعية الوطنية التأسيسية النظام الملكي في 21 سبتمبر 1792 والتي أنهت 203 عاما من حكم آل بوربون في فرنسا. إن بيت آل بوربون فرنسا لم تستبعد الأمر للرجوع إلى سدة الحكم مرة أخرى حتى العام 1814، عندما قام لويس الثامن عشر، وهو شقيق لويس السادس عشر وعم لويس السابع عشر على استعادة السلطة والنظام الملكي.

## الخلفية
في السنوات التي سبقت كانت فرنسا على موعد مع الثورة ضد الحكومة والقوانين الاجتماعية فيها. في حزيران 1789، أعلنت الجمعية الوطنية نفسها وصدر عن نيتها لتقديم فرنسا لدستور عادل وليبرالي... لويس السادس عشر انتقل إلى باريس في تشرين الأول من ذلك العام. نوي لويس السادس عشر الذهاب إلى باريس مكرها، وعزم على الهرب في العام1791 والمعروفة باسم الرحلة إلى فارين، ولكنه فشل في نهاية المطاف إلى واقعة. ودمر الرأي العام الإيجابي في مصداقية النظام الملكي. أخ لويس السادس عشر في المنفى في كوبلنس أستنجد لطلب المساعدة ضدغزو فرنسا والثورة. استجابت النمسا وبروسيا إلى صرخات الأخوة الملكية "وأفرج عنه في إعلان Pillnitz في أغسطس. وذكر الإعلان أن بروسيا والنمسا ترغب في استعادة لويس السادس عشر إلى السلطة المطلقة، لكن يشترط للقيام بذلك مساعدة القوى الأوروبية الأخرى.